# Stanley Skewes
Stanley Skewes (1899–1988) era un matemático sudafricano, más conocido por su descubrimiento del número de Skewes en 1933. Era uno alumno de John Edensor Littlewood en la Universidad de Cambridge.
Recibió su PhD en Cambridge en 1938 por su descubrimiento del primer número Skewes. Descubrió el segundo número de Skewes en 1955.

## Publicaciones
- Skewes, S. (1933). Skewes, S. (1933). «On the difference π(x) - Li(x) (I)». Journal of the London Mathematical Society 8 (4): 277-283. doi:10.1112/jlms/s1-8.4.277. Skewes, S. (1933). «On the difference π(x) - Li(x) (I)». Journal of the London Mathematical Society 8 (4): 277-283. doi:10.1112/jlms/s1-8.4.277. (4): 277@–283. doi:10.1112/jlms/s1-8.4.277.  Archivado el 19 de mayo de 2007 en Wayback Machine. 19 de mayo de 2007, en el Wayback Máquina.

- Skewes, S. (1955). Skewes, S. (1955). «On the difference π(x) - Li(x) (II)». Proceedings of the London Mathematical Society 5 (17): 48-70. doi:10.1112/plms/s3-5.1.48.Proceedings Del Londres Sociedad Matemática 5 (17): 48@–70. doi:10.1112/plms/s3-5.1.48.  Archivado el 19 de mayo de 2007 en Wayback Machine. 19 de mayo de 2007, en el Wayback Máquina.